# Zsadányi Guidó
Zsadányi Guidó (Balassagyarmat, 1924. október 19. – Miskolc, 1965. február 15.) muzeológus.

## Élete, munkássága
Apja főszolgabíró volt, korán, 1932-ben elhunyt. Az elemi iskolát szülővárosában végezte, majd az Aszódi Evangélikus Gimnáziumban érettségizett. 1942-ben korengedménnyel önkéntes katonának vonult be, a fronton megsebesült, hadifogságba is került. 1945-ben tért haza, és Miskolcon élő nagybátyjához, Kováts Alberthez költözött. A miskolci jogakadémián kezdett jogi tanulmányokat, de diplomáját már a Debreceni Tudományegyetemen szerezte meg, 1948-ban. 
1947-ben a miskolci városi tanácsnál helyezkedett el, előbb fogalmazó, majd főelőadó volt, a közlekedési ügyek tartoztak hozzá, de még mérnöki munkát igényló munkakörben is dolgozott 1954-ig. Fontos és nagyszabású munkája volt a városi utak törzskönyvének elkészítése. Munkáját a Közlekedéstudományi Szemlében ismertette. 1954-ben a Miskolci Mélyépítő Vállalathoz, majd a Miskolci Tervező Vállalathoz került, ahol minisztériumi engedéllyel mérnöki munkakört töltött be, városrendezési és közlekedési kérdésekkel foglalkozott. Vákár Tibor építészmérnökkel együtt megalapította Miskolc Városképi- és Műemléki Munkaközösségét. Először a diósgyőri vár megmentéséért lépett fel, majd a főutcai homlokzatok, a Rákóczi-ház és az újmassai őskohó helyreállítása került figyelme középpontjába.
Az 1956-os forradalom idején a városi Nemzeti Bizottság tagja lett, emiatt 1957 júliusától 1958 márciusáig börtönben volt, ezután többnyire fizikai munkát végzett. Komáromy József, a Herman Ottó Múzeum igazgatója sietett segítségére, különböző múzeumi feladatokkal bízta meg. Két évébe telt, amíg rendezte a múzeum könyvtárát. 1960-ban kegyelmet kapott, és 1961-től félállásban, 1963-tól pedig már teljes állásban volt a múzeum munkatársa. A képzőművészeti gyűjtemény és a könyvtár vezetése, valamint a nemzetközi cserekapcsolatok szervezése volt a feladata. Foglalkozott ezen túl a Herman Ottó archívum létrehozásával, a megye képzőművészet-történetével, és kutatási eredményeit számos publikációban tette közzé. Tevékenységének fontos területe volt a kortárs miskolci képzőművészek alkotásainak gyűjtése (Kondor Béla, Csohány Kálmán, Feledy Gyula, Mazsaroff Miklós, Sassy Attila, Kunt Ernő és mások). Egyik szervezője volt a Miskolci Országos Képzőművészeti Kiállításoknak, a Országos grafikai biennáléknak, és több művész egyéni kiállítását szervezte meg. Támogatta az erdőbényei kisgaléria és a telkibányai kerámiamúzeum létrehozását (anyaggyűjtéssel is), kutatta Balogh Bertalan munkásságát. 
1949-ben nősült meg, felesége Mészáros Erzsébet, a miskolci Nehézipari Műszaki Egyetemen dolgozott, három lányuk született. 1965-ben hunyt el, sírja a mindszenti evangélikus temetőben van.

## Műveiből
- 18.000 kh. földterület öntözését teszik lehetővé Miskolc környékén. Hétfői Északi Szabad Szó, 1946
- A Magyar Tudományos Akadémia Közlekedéstudományi Főbizottsága Miskolcon. Borsodi Műszaki Élet, 1952
- Borsod történelmi kincse, a diósgyőri várrom. Eszak-Magyarország, 1953
- A városrendezés és forgalom néhány kérdése. Közlekedéstudományi Szemle, 1954
- A miskolci Herman Ottó Múzeum eredményei és hiányai. Eszak-Magyarország, 1955
- Az utak szerepe a mai Miskolc kialakulásában. A miskolci Herman Ottó Múzeum közleményei, 1955
- A miskolci színház telkének elcserélése 1844-ben. A miskolci Herman Ottó Múzeum Közleményei, 1955
- Miskolc küzdelmei az első vasútért. A miskolci Herman Ottó Múzeum Közleményeim 1956
- Heilprin Mihály, az első miskolci könyvkiadó. Borsodi Szemlem 1958
- Dokumentumok a MOKAN-komité működéséről. Borsodi Szemle, 1960
- A Herman Ottó Múzeum régészeti adattára. Múzeumi Közlemények, 1962
- A megye képzőművészetének helyzete, képtárai és képzőművészeti irodalma. A miskolci Herman Ottó Múzeum Közleményei, 1963
- Az első képzőművészeti kiállítás Miskolcon. A miskolci Herman Ottó Múzeum Közleményei, 1964
- Miskolci grafikai kiállítás Salzburgban. Napjaink, 1964
- Balogh Bertalan emlékezete (1870-1922). A Herman Ottó Múzeum Évkönyve, 1972